# Censo peruano de 1981
El Censo 1981 fue una enumeración detallada de la población peruana. Fue el octavo Censo Nacional de Población y el tercero de Vivienda, se realizó el 12 de julio de 1981.
La población censada ascendía a 17 005 210, la población total —población censada menos la omitida— fue de 17 762 231. La tasa de omisión durante dicho censo fue de 4,1%.
El Perú era predominantemente urbano —el 65,2% de los peruanos residía en centros urbanos—.  La distribución demográfica por regiones naturales demostró que en 1981 el 39,7% del total residía en la sierra, el 49,8% en las costa, y el 10,6% en la selva.